# Пучкова, Наталья Михайловна
Ната́лья Миха́йловна Пучко́ва (в девичестве — Орло́ва; род. 28 января 1987, Ядрин, Чувашская АССР) — российская легкоатлетка, специализирующаяся в марафоне.

## Биография
Бронзовый призёр чемпионата России 2012 года в беге на 5000 метров.
На Всемирной Универсиаде 2013 года заняла 5-е место на дистанции 10 000 метров.
26 января 2014 года заняла 6-е место на Осакском марафоне с личным рекордом — 2:28.44.
В 2018 году была удостоена звания мастер спорта России международного класса.

## Достижения
- 2012:  Ганноверский марафон — 2:30.17
- 2013:  Наганский марафон — 2:30.40